# Herman Frazier
Herman Ronald Frazier (Filadélfia, 29 de outubro de 1954) é um ex-velocista a campeão olímpico norte-americano.
Especializado nos 400 m rasos, participou do revezamento 4x400 m norte-americano que conquistou a medalha de ouro nos Jogos Pan-americanos de 1975 na Cidade do México e nos Jogos Olímpicos de Montreal 1976, ao lado de Frederick Newhouse, Maxwell Parks e Benjamin Brown. Nos mesmos Jogos também conquistou uma medalha de bronze nos 400 m individuais.
Encerrou a carreira sem poder participar de Moscou 1980, apesar de classificado, devido ao boicote dos Estados Unidos a estes Jogos. Posteriomente trabalhou como diretor de atletismo na Universidade do Havaí e da Universidade do Alabama e serviu em diversos cargos no Comitê Olímpico dos Estados Unidos.